# 客家地區

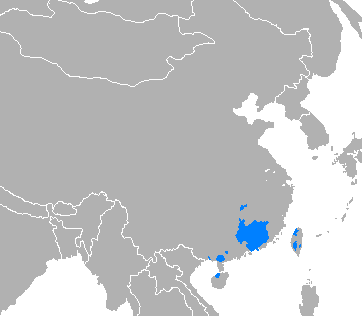
客家地區

客家地區，是指客家人所集中定居的地區。該族群主要是集中定居在中國大陸的廣東省（粵省）、江西省（贛省）、福建省（閩省）之三省交界地區。而在其它的地方與國家中，亦有不少客家人所集中定居的地區。例如，臺灣的桃園市、高雄市、新竹縣、苗栗縣，以及泰國的勿洞縣與合艾縣等地區。在漢族中，客家人，是屬於活動範圍廣闊的民系之一，因此，客家地區在世界上的分布範圍，亦是相當廣闊。

## 中國大陸客家分布地区

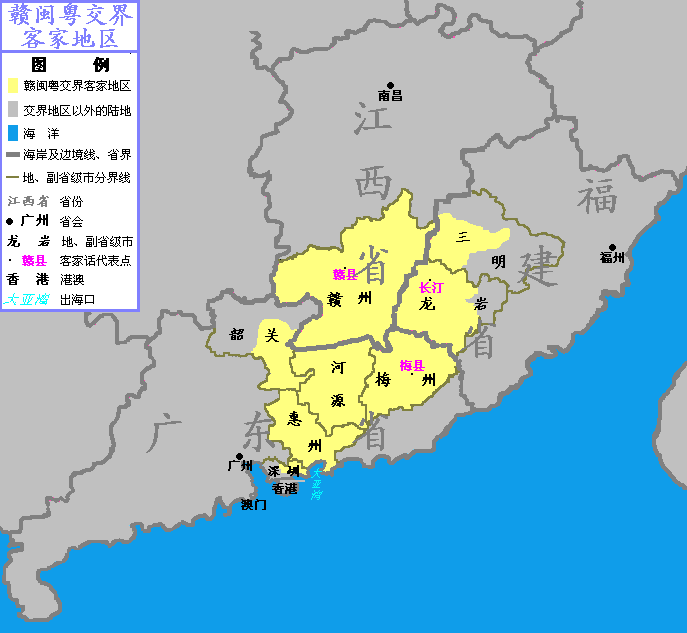
贛閩粵客家地区（客家中心区）

### 粵東

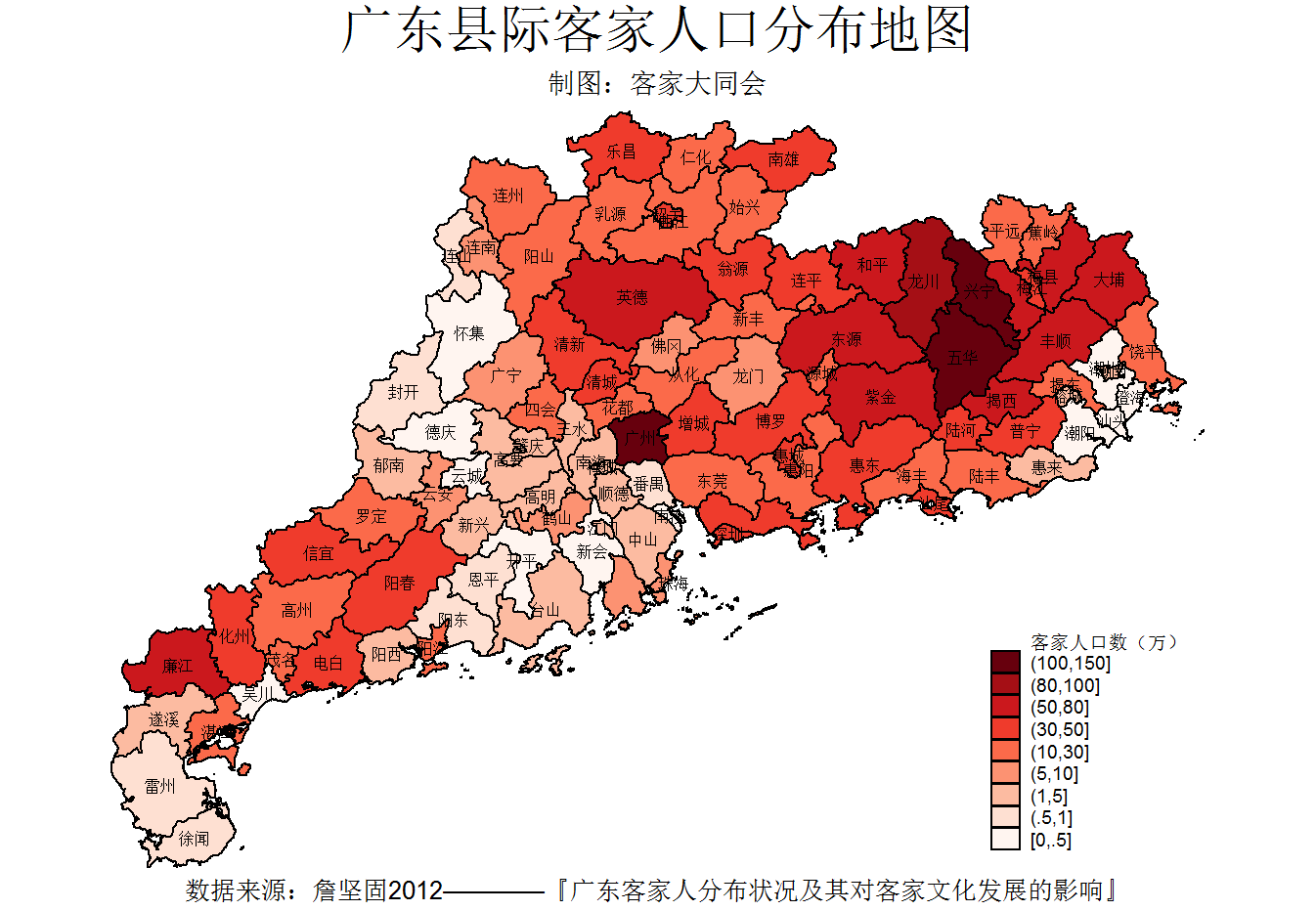
广东省县际客家人口分布地图

- 今廣東省梅州市、惠州市、河源市、韶關市、深圳市、東莞市部分地區。其中河源市是唯一純客家地級市。
- 此區為客家話在臺灣的主流音(粵東系)分佈區，臺灣客家人亦多以此區為原鄉，粵臺片即得名於此。除粵臺片外，此區還以方言島的形式分佈著水源音。水源音以河源市源城區為代表，惠州老惠城話、紅海灣尖米話、博羅衍語，都是其分支。
- 明清時期，此區屬惠州府、韶州府、潮州府、廣州府、嘉應直隸州。

### 贛南

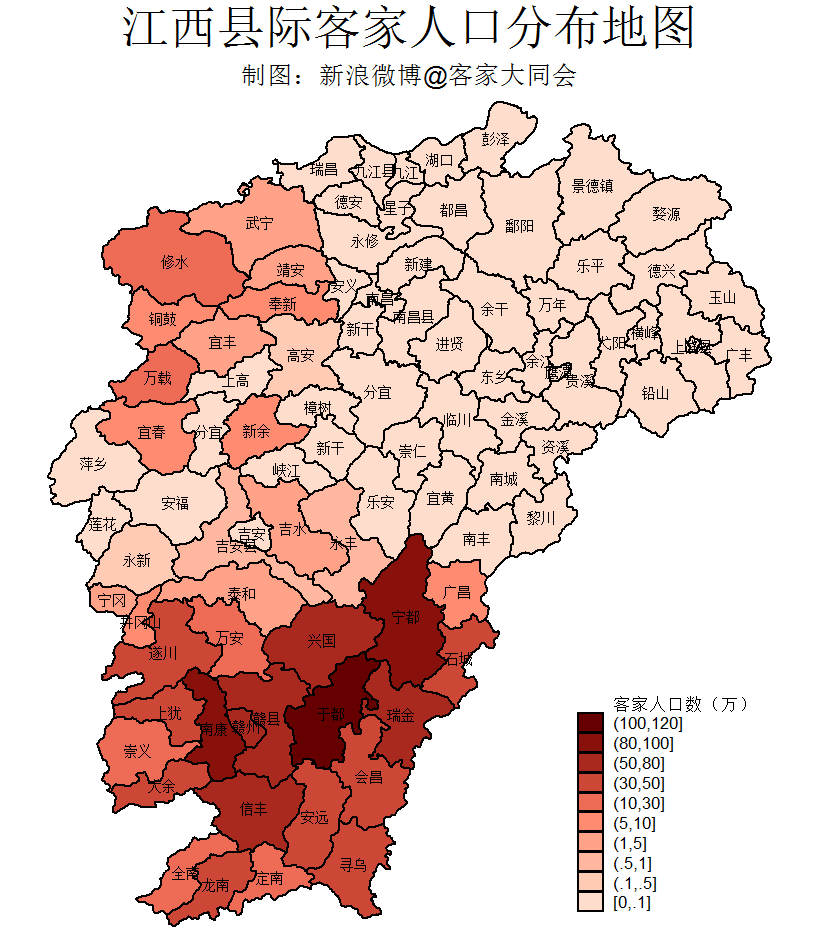
江西省县际客家人口分布地图

- 主要指今江西省贛州市，但不包含市區的章貢區。
- 贛州市轄區范圍內主要流行于桂片、寧龍片的客家話，不屬于客家話主流音(粵東系)，但龍南、全南、定南、尋鄔等四縣基本屬于粵東音范疇。
- 明清時期，此區屬贛州府、寧都州、南安府。

### 閩西

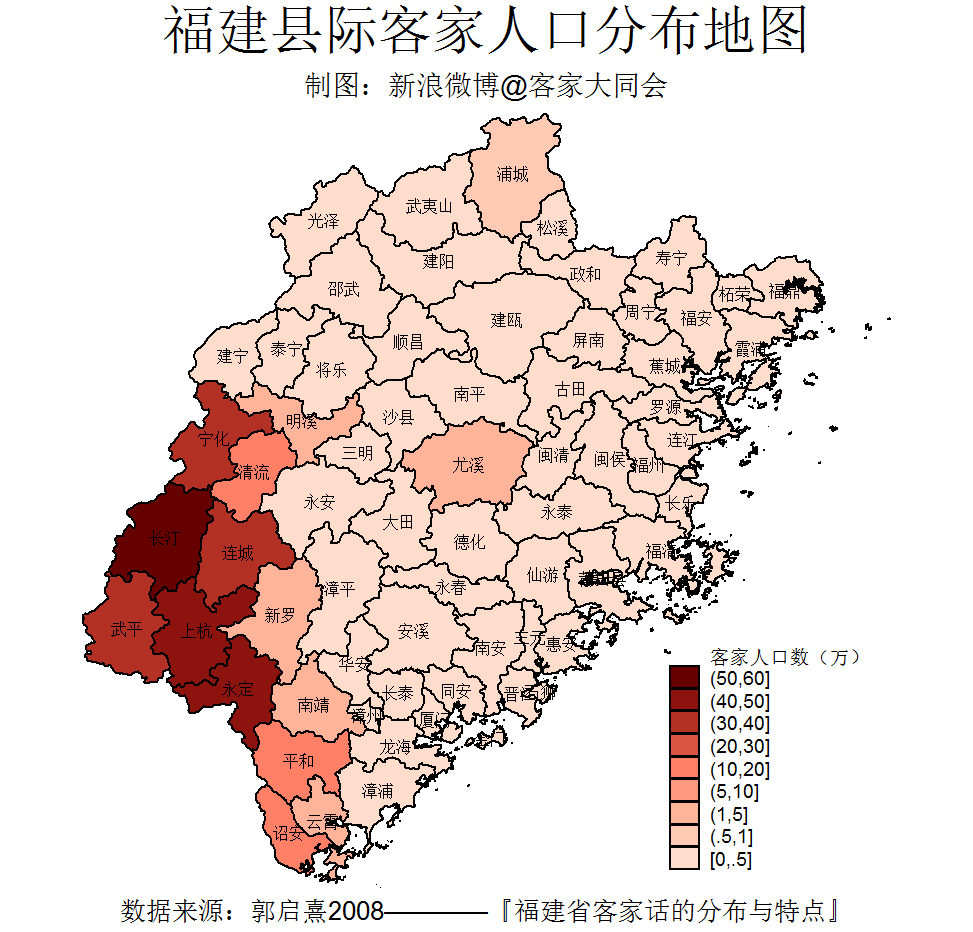
福建省县际客家人口分布地图

- 主要指今福建省龍岩市境內但不含新羅區與漳平市的五個縣市區。以及福建省三明市的寧化縣、清流縣、明溪縣。
- 福建省龍岩市轄區范圍的永定區、上杭縣、武平縣、連城縣、長汀縣、 以及三明市的寧化、明溪、清流三個縣，主要流行汀州片客家話。
- 明清時期，上述八個縣都屬於福建省汀州府，都是純客家縣，其中寧化石壁被客家人視為客家祖地。

### 地區雅稱
客家四州：梅州、惠州（今屬惠州市（除龍門縣）、深圳市部分區域、汕尾市及韶關市新豐縣）、赣州、汀州（今分屬三明市及龍巖市)）

客家祖地：宁化石壁
客家通衢：贛州市石城縣
客家首府：汀州
客家摇篮：赣州
世界客都：梅州
客家古邑：河源市
客家吾州：韶關市（客家第五州）

### 其它

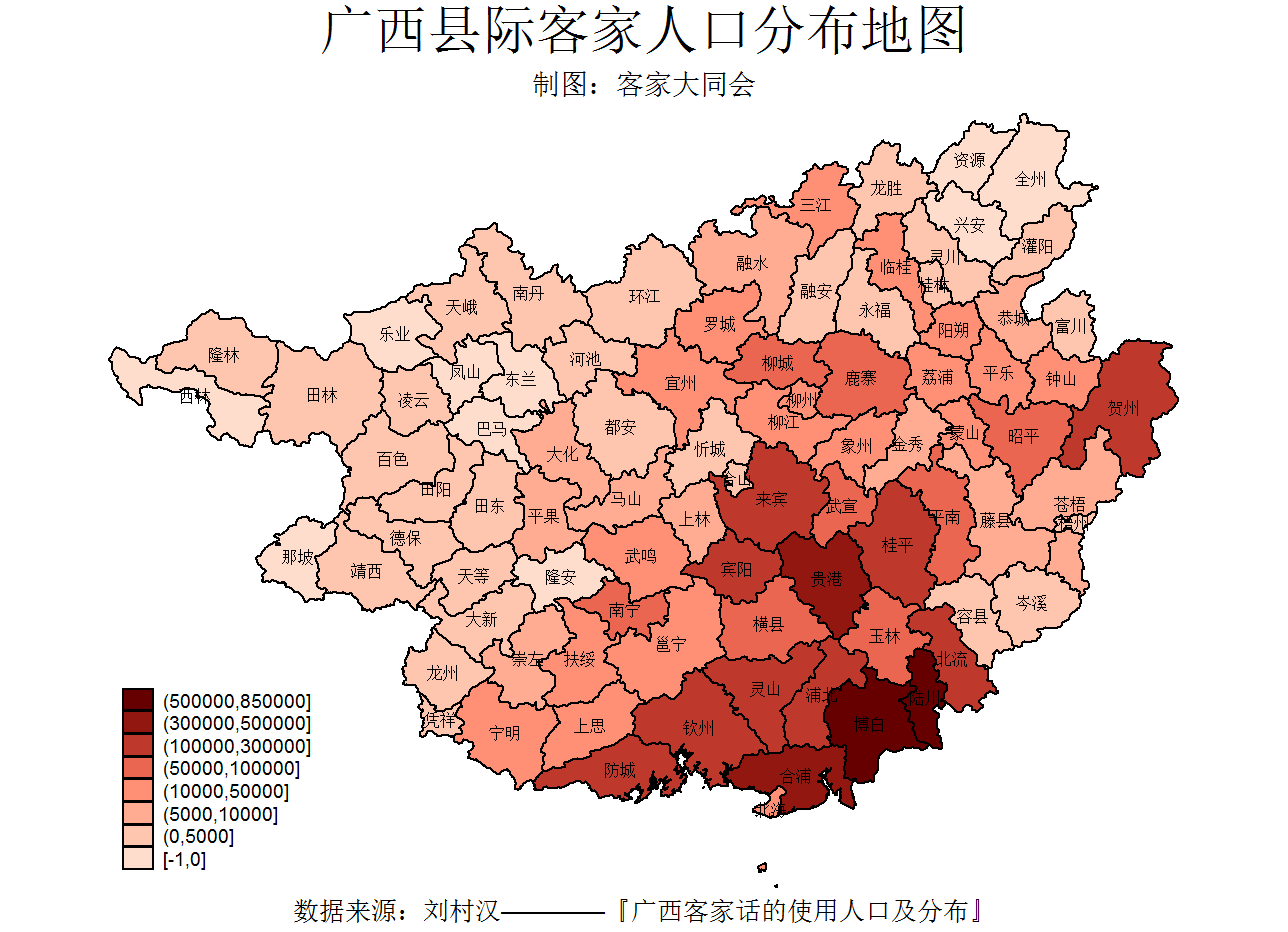
广西省县际客家人口分布地图

以粵閩贛交界帶之外，其余地區都沒有純客住縣。以下非客家大本營地區之中，客家人所占比例較大的縣域：
- 粤西：茂名信宜、化州、湛江廉江
- 廣西：博白、陸川、合浦、賀州、防城港、鐘山、昭平、貴港
- 赣北：铜鼓
- 湖南：株洲炎陵、茶陵、攸縣；湘南地區汝城、宜章、桂東、江華；湘北地區平江、瀏陽。

## 臺灣客家分布地區

臺灣客家文化重點發展區

臺灣客家族群，是分布在今日之中華民國的各直轄市、縣（市）、鄉（鎮、市、區）之中。而該族群的主要集中分布地區，分別是位在臺灣北部的桃園市、新竹市、新竹縣、苗栗縣；位在臺灣中部的臺中市、南投縣；位在臺灣南部的高雄市、屏東縣；位在臺灣東部的宜蘭縣、花蓮縣、臺東縣等地方。。

## 海外客家分布地区
在東南亞、南亞、非洲、歐洲、美洲、大洋洲，都有客家人分佈。海外華裔客家人的居住地，廣義上也可稱為客家地區：
- 南洋：東南亞地區以印尼、緬甸、泰國、柬埔寨、马来西亚較多華裔客家籍居住。其中马来西亚每4个华人就有一个是客家人，分散在马来西亚各大城镇，最高比例的城镇为怡保市[3]。

印尼則以西加里曼丹省的山口洋市與坤甸市最多客家人而聞名。
- 南亞：以印度布拉馬普特拉河三角洲的西孟加拉邦、阿薩姆邦較多華裔客家人居住，尤以加爾各答市為最。
- 非洲：有大量華裔客家籍，其原鄉以梅州市梅縣區或舊嘉應州為多。主要分布在東非的模里西斯、留尼旺島、塞席爾群島以及南非等地。
- 歐洲：歐洲客家籍華裔分布以英國、法國為眾。
- 美洲：以牙買加、蘇里南、巴拿馬、烏拉圭、秘魯、巴西等國為多，拉美客家華人原籍多在寶安、東莞、增城、歸善，其多為舊廣州府、惠州府客家縣的客家後裔，其語言與中國大陸的惠陽話（即属於客语粤台片新惠小片）最為相近。
- 大洋洲：大洋洲客家籍華人主要分布在澳大利亞、大溪地（法屬波利尼西亞），其原鄉與拉美客家華裔一樣，多來自廣東的舊廣州府、惠州府的客家縣。

## 外部連結
- 日治時期台灣閩、粵、原住民分佈概圖[永久]